# Giuseppe Vegezzi
Giuseppe Natale Vegezzi (Nerviano, 30 gennaio 1960) è un vescovo cattolico italiano, dal 30 aprile 2020 vescovo ausiliare di Milano e titolare di Torri della Concordia.

## Biografia
Nasce a Nerviano, in provincia e arcidiocesi di Milano, il 30 gennaio 1960 da Rino e Letizia.

### Formazione e ministero sacerdotale
Il 1º ottobre 1974 inizia il percorso di studi nel seminari arcivescovili di Milano.
Nel dicembre 1983 è ordinato diacono, nella chiesa di Santo Stefano Protomartire a Nerviano, mentre il 9 giugno 1984 è ordinato presbitero, nella cattedrale di Milano, dal cardinale Carlo Maria Martini.
Dopo l'ordinazione è nominato vicario parrocchiale della parrocchia dei Santi Pietro e Paolo a Luino, dove rimane fino al 1988, quando è nominato vicario della parrocchia dei Santi Cornelio e Cipriano a Cerro Maggiore.
Nel 1993 entra a far parte degli oblati vicari, gruppo che si occupa di servire, per brevi periodi, parrocchie rimaste vacanti e di risolvere problematiche sorte nelle stesse: in nove anni è a servizio di tredici parrocchie.
Nel 2002 è nominato parroco delle parrocchie di San Cristoforo e Santa Maria delle Grazie al Naviglio a Milano: di quest'ultima era già vicario, dal 1998, e amministratore parrocchiale, dal 1999. Dal 2004 al 2012 è decano del decanato "Navigli" e prefetto della prefettura "Milano Sud".
Dal 2010 è membro della Commissione arcivescovile De Promovendis ad Ordines: fino al 2012 per la zona pastorale I di Milano; dal 2013 al 2018 per la zona pastorale IV di Rho. Dal 2011 è membro della Commissione paritetica parroci-sagrestani, fino al 2014, e collaboratore del vicario episcopale di settore per la formazione permanente del clero, occupandosi dei sacerdoti che chiedevano la dimissione dallo stato clericale.
Il 10 gennaio 2012 è nominato prevosto della basilica di San Vittore in Rho. Il 3 marzo 2014 è nominato decano "facente funzioni" del decanato di Rho; diviene decano il 2 luglio 2015.
Il 29 marzo 2018, durante la Messa del crisma, l'arcivescovo Mario Delpini rende nota la sua nomina a vicario episcopale per la zona pastorale II di Varese, effettiva dal 29 giugno seguente. Il successivo 18 novembre diventa canonico onorario del capitolo maggiore del duomo di Milano.

### Ministero episcopale
Il 30 aprile 2020 papa Francesco lo nomina vescovo ausiliare di Milano e vescovo titolare di Torri della Concordia. Il 28 giugno seguente riceve l'ordinazione episcopale, con il vescovo Luca Raimondi, nella cattedrale di Milano, dall'arcivescovo Mario Delpini, co-consacranti i vescovi Erminio De Scalzi e Luigi Stucchi.
Nel luglio dello stesso anno è eletto delegato per l'evangelizzazione e la cooperazione tra i popoli della Conferenza episcopale lombarda. Nel settembre 2021 è eletto membro della Commissione episcopale per l'evangelizzazione dei popoli e la cooperazione tra le Chiese della Conferenza Episcopale Italiana per il quinquennio 2021-2026.
Il 1º giugno 2023 viene nominato dall'arcivescovo Delpini vicario episcopale per la zona pastorale I di Milano, lasciando l'incarico di vicario della zona di Varese, con decorrenza dal 1º settembre seguente.

## Genealogia episcopale
La genealogia episcopale è:
- Cardinale Scipione Rebiba
- Cardinale Giulio Antonio Santori
- Cardinale Girolamo Bernerio, O.P.
- Arcivescovo Galeazzo Sanvitale
- Cardinale Ludovico Ludovisi
- Cardinale Luigi Caetani
- Cardinale Ulderico Carpegna
- Cardinale Paluzzo Paluzzi Altieri degli Albertoni
- Papa Benedetto XIII
- Papa Benedetto XIV
- Papa Clemente XIII
- Cardinale Enrico Benedetto Stuart
- Papa Leone XII
- Cardinale Chiarissimo Falconieri Mellini
- Cardinale Camillo Di Pietro
- Cardinale Mieczysław Halka Ledóchowski
- Cardinale Jan Maurycy Paweł Puzyna de Kosielsko
- Arcivescovo Józef Bilczewski
- Arcivescovo Bolesław Twardowski
- Arcivescovo Eugeniusz Baziak
- Papa Giovanni Paolo II
- Cardinale Carlo Maria Martini, S.I.
- Cardinale Dionigi Tettamanzi
- Arcivescovo Mario Delpini
- Vescovo Giuseppe Vegezzi